# Balaam

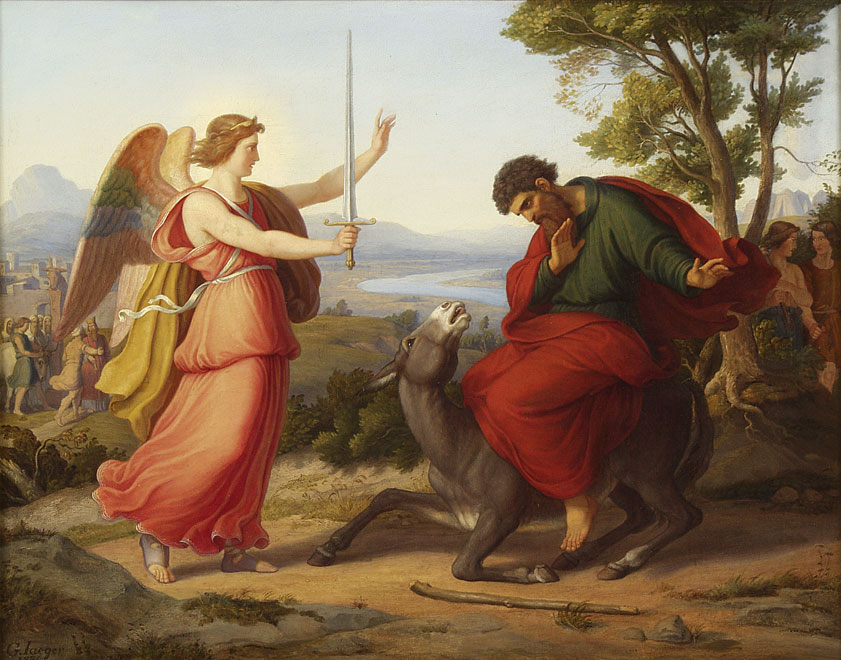
Balaam și Îngerul, pictură de Gustav Jaeger, 1836.

Balaam sau Bileam ben Beor (Bileam, fiul lui Beor) (în ebraică: בִּלְעָם sau בלעם בן בעור) este un oracol și proroc midianit din Tora, povestea sa apare spre sfârșitul Cărții Numerii. Etimologia numelui său este nesigură. Fiecare referință mai veche îl consideră un non-Israelit, un profet și, fiul lui Beor, deși Beor, nu este identificat în mod clar cine este. În alte surse este descris ca un om rău. Balaam a încercat să blesteme poporul lui Dumnezeu de trei ori, dar nu a reușit, de fiecare dată ieșindu-i din gură binecuvântări și nu blesteme (Numeri 22-24).
Numeri 24, 10-13: Balac s-a aprins de mânie împotriva lui Balaam; a bătut din mâini și a zis lui Balaam: „Eu te-am chemat să-mi blestemi vrăjmașii, și iată că de trei ori tu i-ai binecuvântat! Fugi acum și du-te acasă! Spusesem că-ți voi da cinste, dar Domnul te-a împiedicat s-o primești.” Balaam a răspuns lui Balac: „Eh! n-am spus eu oare solilor pe care mi i-ai trimis, că dacă mi-ar da Balac chiar și casa lui plină cu argint și cu aur, tot n-aș putea să fac de la mine însumi nici bine, nici rău împotriva poruncii Domnului, ci voi spune întocmai ce va zice Domnul?
Statutul lui este ambivalent. În ciuda misiunii primite de la Balac, el slujește Dumnezeului israeliților, refuză să-i blesteme pe evrei, și îi binecuvântează, așa cum îi cere Yahweh.
Pe de altă parte, atât în Vechiu Testament, cât și Noul Testament, e descris ca un om rău (2 Petru 2:15, Iuda 1:11, Revelația 2:14). Este, în cele din urmă, omorât de israelitii conduși de Ghideon în Războiul cu midianiții.
Balaam este printre acele personaje biblice din Vechiul Testament, care nu este evreu, dar care are o relație mai apropiată cu Dumnezeul israeliților.